# Decatur (Indiana)
Decatur és una població dels Estats Units a l'estat d'Indiana. Segons el cens del 2000 tenia 9.528 habitants.

## Demografia
Segons el cens del 2000, Decatur tenia 9.528 habitants, 3.960 habitatges, i 2.570 famílies. La densitat de població era de 747,7 habitants per km².
Dels 3.960 habitatges en un 32,4% hi vivien nens de menys de 18 anys, en un 48,5% hi vivien parelles casades, en un 12,2% dones solteres, i en un 35,1% no eren unitats familiars. En el 31,4% dels habitatges hi vivien persones soles el 13,7% de les quals corresponia a persones de 65 anys o més que vivien soles. El nombre mitjà de persones vivint en cada habitatge era de 2,39 i el nombre mitjà de persones que vivien en cada família era de 3.
Per edats la població es repartia de la següent manera: un 26,4% tenia menys de 18 anys, un 9,8% entre 18 i 24, un 28,7% entre 25 i 44, un 20,5% de 45 a 60 i un 14,6% 65 anys o més.
L'edat mediana era de 35 anys. Per cada 100 dones de 18 o més anys hi havia 90,5 homes.
La renda mediana per habitatge era de 37.234$ i la renda mediana per família de 44.722$. Els homes tenien una renda mediana de 31.819$ mentre que les dones 24.310$. La renda per capita de la població era de 18.186$. Entorn del 5,6% de les famílies i el 7,7% de la població estaven per davall del llindar de pobresa.

## Poblacions més properes
El següent diagrama mostra les poblacions més properes.